# Curium-244
Curium-244 of 244Cm is een instabiele radioactieve isotoop van curium, een actinide en transuraan element. De isotoop komt van nature niet op Aarde voor.
Curium-244 kan ontstaan door radioactief verval van plutonium-244, americium-244, berkelium-244 of californium-248.
{\displaystyle {\ce {{^{244}_{94}Pu}->{^{244}_{95}Am}+{e^{-}}+{\bar {\nu }}_{e}}}}
{\displaystyle {\ce {{^{244}_{95}Am}->{^{244}_{96}Cm}+{e^{-}}+{\bar {\nu }}_{e}}}}
 
{\displaystyle {\ce {{^{244}_{97}Bk}->{^{244}_{96}Cm}+{e^{+}}+{\nu }_{e}}}}
{\displaystyle {\ce {{^{248}_{98}Cf}->{^{244}_{96}Cm}+\,_{2}^{4}\alpha }}}

## Radioactief verval
Curium-244 vervalt hoofdzakelijk onder uitzending van alfastraling tot de radio-isotoop plutonium-240:
{\displaystyle {\ce {{^{244}_{96}Cm}->{^{240}_{94}Pu}+\,_{2}^{4}\alpha }}}
De halveringstijd bedraagt 18,1 jaar.

## Toepassingen
Curium-244 wordt gebruikt als brandstof in sommige thermo-elektrische radio-isotopengeneratoren (RTG).
231Cm · 232Cm · 233Cm · 234Cm · 235Cm · 236Cm · 237Cm · 238Cm · 239Cm · 240Cm · 241Cm · 242Cm · 243Cm · 243mCm · 244Cm · 244mCm · 245Cm · 245mCm · 246Cm · 247Cm · 248Cm · 249Cm · 249mCm · 250Cm · 251Cm · 252Cm